# Linnaeus Link
Linnaeus Link är ett internationellt samarbetsprojekt mellan bibliotek med betydande samlingar material av eller med anknytning till Carl von Linné (1707-1778), hans lärjungar och verk.

## Projektets syfte
Projektets mål är att tillgängliggöra en omfattande samkatalog på nätet, Linnaeus Link Union Catalogue, över Linnés verk och Linnérelaterad litteratur, detta för att göra det möjligt för forskare över hela världen att genom en enda sökning hitta detta material och kunna utföra bibliografisk forskning var de än befinner sig. Sedan 2007 finns denna katalog fritt tillgänglig på nätet. Den finansieras och underhålls av Linnean Society of London.

## Linnaeus Link och Soulsbynummer
Linnaeus Link Union Catalogue fungerar som en bibliografi över linneanska verk och bygger på Basil Soulsbys tryckta bibliografi från 1933. Enligt Soulsbys system har varje bok, edition, översättning och tidskriftsartikel med anknytning till Carl von Linné från före år 1931 fått ett unikt Soulsbynummer för identifikation. Från 1931 och framåt blir senare utkomna verk tilldelade Post-Soulsbynummer enligt samma modell. I enstaka fall har även äldre verk blivit tilldelade nummer i efterhand, om dessa inte fanns med i Basil Soulsbys tryckta bibliografi. Tilldelningen sköts idag av Linneaus Link-koordinatorn på Linnean Society of London.

## Deltagande institutioner
År 2024 omfattar projektet följande institutioner:
- Botanischer Garten und Botanisches Museum Berlin-Dahlem
- British Library
- Conservatoire et Jardin botaniques de la Ville de Genève
- Hagströmerbiblioteket
- Hunt Institute for Botanical Documentation (Pittsburgh, PA)
- Instituto de Botánica Darwinion
- Det Kongelige Bibliotek. Nationalbibliotek og Københavns universitetsbibliotek
- Kungl. Vetenskapsakademien
- Linnean Society of London
- Meise Botanic Garden
- Missouri Botanical Garden
- Musée et jardins botanique cantonaux, Lausanne
- Muséum d'histoire naturelle de la Ville de Genève
- Natural History Museum
- New York Botanical Garden
- Real Jardín Botánico, Madrid
- Royal Botanic Gardens, Kew
- Royal Botanic Garden Edinburgh
- Royal Horticultural Society Lindley Library
- Staatsbibliothek zu Berlin
- Stockholms universitetsbibliotek
- Svenska Linnésällskapet
- Uppsala universitetsbibliotek